# Русаково (Аромашевский район)
Русаково  — село в Аромашевском районе Тюменской области России, административный центр Русаковского сельского поселения. 
Находиться на берегу реки Митиневка. 

## География
Деревня находится в юго-восточной части Тюменской области, в лесостепной зоне, на расстоянии примерно 20 километров (по прямой) от села Аромашева, административного центра района.
Климат
Климат характеризуется как резко континентальный, с длительной морозной зимой и коротким тёплым летом. Средняя многолетняя температура самого холодного месяца (января) составляет −18,6 °С (абсолютный минимум — −49 °С), температура самого тёплого (июля) — 17,6 °С (абсолютный максимум — 38 °С). Безморозный период длится в течение 111 дней. Среднегодовое количество осадков — 200—427 мм, из которых около 70 % приходится на период с мая по сентябрь. Снежный покров держится в среднем 156 дней.
Часовой пояс
Деревня Русаково, как и вся Тюменская область, находится в часовой зоне МСК+2. Смещение применяемого времени относительно UTC составляет +5:00.

## Население
| 1989 | 2002 | 2010 |
| ---- | ---- | ---- |
| 543  | ↘463 | ↘371 |

## Улицы
- Молодежная улица
- Улица Горького
- Советская улица
- Улица Гагарина
- Береговая улица
- Первомайский переулок
- Улица Калинина
- Улица Дзержинского
- Улица Ленина